# 大字引野 (北九州市)
大字引野（おおあざひきの）は、かつて福岡県北九州市八幡西区に存在していた大字。1985年(昭和60年)の住居表示実施に伴い消滅した。

## 地理
八幡西区の中央部に位置し、北に穴生地区，東に市瀬地区，南に上上津役地区，下上津役地区，西に永犬丸地区に囲まれた、かつての遠賀郡引野村だった地域である。地形としては、地域内を南東から北西に流れる二級河川割子川より北側の比較的平坦な土地と、南側の高低差のある土地から成っていた。

## 地域の特徴
地域内には国道200号及び国道211号が通り、北九州直方道路（現北九州高速4号線）の出入口があった。また長崎街道の通過点でもある。現在の引野二丁目，三丁目付近には古くから集落が存在しており、昭和前半までは水田が広がっていた。

## 歴史

### 沿革
- 1878年（明治11年）11月1日 - 郡区町村編制法の福岡県での施行により、行政区画としての遠賀郡が発足。遠賀郡引野村となる。
- 1889年（明治22年）4月1日 - 町村制施行により、上上津役村、下上津役村、小嶺村、市瀬村、引野村、穴生村の6村が合併し、上津役村が発足。引野村は上津役村大字引野となる。
- 1937年（昭和12年）5月 - 上津役村が八幡市に編入。上津役村大字引野は八幡市大字引野となる。
- 1963年（昭和38年）2月1日 - 八幡市、戸畑市、小倉市、若松市、門司市の5市が合併し、北九州市が発足。八幡市大字引野は北九州市八幡区大字引野となる。
- 1963年（昭和38年）4月1日 - 北九州市が政令指定都市に指定され、八幡区、戸畑区、小倉区、若松区、門司区の5区を設置。北九州市八幡区大字引野は北九州市八幡区大字引野となる。
- 1973年（昭和48年）6月1日 - 大字引野の一部が相生町，小鷺田町，鷹の巣一丁目 - 三丁目，竹末一丁目 - 二丁目，鉄王一丁目 - 二丁目，鉄竜一丁目 - 二丁目，引野一丁目 - 三丁目，別所町，的場町，美原町，養福寺町，若葉一丁目 - 三丁目になる[1]。
- 1974年（昭和49年）4月1日 - 八幡区が八幡西区と八幡東区に分かれ、北九州市八幡西区大字引野となる[2]。
- 1985年（昭和60年）6月1日 - 大字引野の一部が上の原一丁目 - 四丁目，永犬丸東町一丁目，割子川一丁目 - 二丁目になる。大字引野の一部が養福寺町に編入する[3]。